# Herrestadsfjället II
Herrestadsfjället II är ett naturreservat i Herrestads socken i Uddevalla kommun i Bohuslän.
Herrestadsfjället II är tillsammans med det naturreservatet Herrestadsfjället ett stort frilufts- och vildmarksområde strax norr om  Uddevalla tätort. Området är 325 hektar stort och förvaltas av Uddevalla kommun. Det bildades 2009.  
Den varierande terrängen ger förutsättningar för ett varierat växt- och djurliv. Området utnyttjas för friluftsliv året runt. Bohusleden går genom området och här finns även ett antal mindre stigar och leder.